# Musée Sasmita Loka Ahmad Yani
Le Musée Sasmita Loka Ahmad Yani ((id) Museum Sasmita Loka Ahmad Yani), abrite une collection de Ahmad Yani et quelques dioramas sur le mouvement du 30 septembre 1965. Le musée est situé au 58, rue Lembang ou 65, rue Laturharhari, Central Jakarta, en Indonésie. Le musée est ouvert gratuitement au public du mardi au dimanche, de 08:00 jusqu'à 14:00 WIB.